# Bunhe
Bunhe (em ucraniano:  Бунге, em russo:  Бунге) é uma cidade da Ucrânia, situada no Oblast de Donetsk. Tem 5,4 km² de área e sua população em 2020 foi estimada em 13.565 habitantes.